# Henri Victor Regnault
Henri Victor Regnault [ejtsd: rönyó] (Aachen, 1810. július 21. – Párizs, 1878. január 19.) francia fizikus és kémikus, az MTA kültagja, Henri Regnault festő édesapja. Egyike azon 72 tudósnak, akiknek neve szerepel az Eiffel-torony oldalán.

## Élete
Felsőbb tanulmányait 1830–32-ben a párizsi École polytechnique-en végezte. Ezután bányaszolgálatba lépett, és 1847-ben bányamérnök lett. 1840-től kémiát adott elő a párizsi politechnikumban, 1841-től pedig fizikát a Collège de France-ban. 1854-ben a sèvres-i királyi porcelángyár igazgatójává nevezték ki. A Magyar Tudományos Akadémia 1861-ben választotta külső tagjává. Főleg a szerves kémiában és a fizikában szerzett érdemeket. Életrajzát Dumas írta meg (Párizs, 1881).

## Nevezetesebb munkái
- Cours élémentaire de chimie (Párizs, 1847-49, 2. köt., 6. kiad. 1870, 4 köt.);
- Premiers éléments de chimie (uo. 1850, 6. kiad. 1874);
- Relation des expériences entreprises pour déterminer les lois et les données physiques nécessaires les lois et les données physiques nécessaires au calcul des machines á feu (uo. 1847-70, 8 köt.);
- Études sur l'hygrométrie (uo. 1845);
- Recherches chimiques sur la respiration des animaux (uo. 1849).

## Emlékezete
- Than Károly: Regnault H. Victor emlékezete.